# Fumie Hama
Fumie Hama (japanisch 浜 文恵, Hama Fumie; * 29. November 1939 in Okaya) ist eine ehemalige japanische Eisschnellläuferin.
Hama wurde im Jahr 1957 japanische Juniorenmeisterin und im Jahr 1958 japanische Meisterin im Mehrkampf. International startete sie erstmals bei den Olympischen Winterspielen 1960 in Squaw Valley. Dort belegte sie den zehnten Platz über 1500 m, den achten Rang über 500 m und den siebten Platz über 1000 m. In den folgenden Jahren lief sie bei der Mehrkampfweltmeisterschaft 1961 in Tønsberg auf den 15. Platz und bei der Mehrkampfweltmeisterschaft 1962 in Imatra auf den 13. Rang im Mini-Mehrkampf. Letztmals international startete sie bei der Mehrkampfweltmeisterschaft 1963 in Karuizawa, wobei sie den 17. Platz im Mini-Mehrkampf errang.

## Persönliche Bestzeiten
| Disziplin | Zeit       | Datum            | Ort          |
| --------- | ---------- | ---------------- | ------------ |
| 500 m     | 47,1 s     | 22. Februar 1963 | Karuizawa    |
| 1000 m    | 1:36,1 min | 22. Februar 1960 | Squaw Valley |
| 1500 m    | 2:32,6 min | 22. Februar 1963 | Karuizawa    |
| 3000 m    | 5:48,1 min | 17. Februar 1962 | Imatra       |